# Loloanaa Idanoi
Loloanaa Idanoi is een bestuurslaag in het regentschap Gunungsitoli van de provincie Noord-Sumatra, Indonesië. Loloanaa Idanoi telt 1428 inwoners (volkstelling 2010).